# Lesburlesque
Lesburlesque es una compañía británica de más de treinta artistas de burlesque que actúan en el circuito de cabaret. Se destacan por ser la primera y única compañía de burlesque en el Reino Unido que realiza burlesque lésbico. Tras el éxito de Pin Up Girls, el grupo de baile y girl band de Los Ángeles, Lesburlesque apareció en la escena burlesca en septiembre de 2010. En 2012, llamaron la atención del público por haber actuado en una antigua iglesia y continúan incorporando entretenimiento de cabaré tradicionalmente lésbico específico, como drag kinging, para ampliar su atractivo al circuito de cabaret más amplio.

## Historia
Lesburlesque es una compañía británica de danza y burlesque, fundada por la artista de cabaret lesbiana Pixie Truffle en 2010. La compañía comenzó como idea de rutina de burlesque a dúo, pero tras las respuestas favorables de algunas artistas burlescas establecidas como Kitty Liquor, Mona Von Chrome, Isobella Lash y la vocalista de March Violets, Rosie Garland, también conocida como Rosie Lugosi, Pixie se dedicó a hacer de Lesburlesque un grupo de cabaret de pleno derecho.
La prensa de Manchester apoyó sus esfuerzos por expandir el concepto de burlesque a la comunidad LGBTQ y poner a disposición de un público más amplio formas de arte sáfico como el drag kinging.
La compañía utiliza a artistas drag king establecidos como The Dyke Kings y Juan Kerr. Lesburlesque y Pixie continúan encabezando el ascenso hacia la igualdad del arte escénico drag king. En un intercambio entre Pixie y la actriz y escritora feminista Rhona Foulis, Pixie afirma que es "(...) su misión personal llevar actuaciones lésbicas a una audiencia mayoritaria, exactamente de la misma manera en que ya se han aceptado las drag queens".

## Asociaciones
La compañía está asociada con la organización benéfica Proyecto de la Comunidad Lésbica, que ayuda a poner en contacto a mujeres lesbianas de todo Manchester a las que brinda asesoramiento y proporciona actividades divertidas.
En su primer aniversario, Pixie Truffle formó una asociación única con Bella Besame, la fundadora y promotora de The Slippery Belle Presents...BURLESQUE!
En su segundo aniversario, Pixie anunció una asociación con The Singapore Burlesque Club, una conocida revista de burlesque en Singapur. Singapur es un país con controles muy estrictos sobre la desnudez pública y la postura del Burlesque Club, y la asociación con una compañía de Burlesque Lésbico, estarían en desacuerdo con los derechos actuales de las mujeres y de los homosexuales en Singapur. Singapur es su ciudad natal.

## Actuaciones
- Grrrl Meets Boi, The Lesbian Community Project, Manchester (26 de febrero de 2011)
- The Slippery Belle Presents...Lesburlesque! (2 de marzo de 2012)
- Lesburlesque presenta Sapphic Pride (25 de agosto de 2012)
- Lesburlesque Presenta... En asociación con el Singapore Burlesque Club.... NOCHE INTERNACIONAL DE ENCANTADORAS con la leyenda burlesca Kitten De Ville (13 de octubre de 2012)